# جوزيه توماس
جوزيه توماس (بالإنجليزية: Josiah Thomas)‏ (27 أغسطس 1910 في أستراليا - 28 مايو 1960 في أستراليا) هو لاعب كريكت أسترالي. لعب مع فريق فكتوريا للكريكت.

## وصلات خارجية
- جوزيه توماس على موقع إي آس بي آن كريك إنفو (الإنجليزية)